# Ángel Ziani
Ángel Samuel Ziani Bailetti (Callao; 15 de febrero de 1959) es un exárbitro de fútbol peruano.

## Trayectoria
Ángel Ziani nació el 15 de febrero de 1959 en el Callao, pero desde muy niño se fue a vivir a ventanilla; exactamente a los 5 años. Incursionó en el arbitraje en el año 1979, se retiró en 2004, y obtuvo la insignia de árbitro FIFA. Durante su amplia carrera impartiendo justicia dirigió campeonatos de barrio, Copa Perú, Primera División y Copa Libertadores.
Como cualquier ser humano, falló algunas veces realizando su trabajo. Sin embargo, algo que no se le podrá discutir es su imparcialidad a la hora de dirigir, pues supo disimular su hinchaje. Es más, si no lo hubiera revelado él mismo en una entrevista con la Municipalidad de Ventanilla, hasta ahora nadie lo habría descubierto.
Durante sus últimos años en el arbitraje, Ziani inició sus estudios para ser docente. Tras retirarse del arbitraje se desempeñó como profesor de Educación Física en diferentes colegios: I. E. 4020 José Santos Chocano, Carlos Pareja Paz Soldán del Rímac, María Montessori y en el Politécnico de Ventanilla. En esta última institución impartió clases hasta 2021 como docente nombrado por el Ministerio de Educación.
En 2013, fue invitado a participar del programa "Combate" de ATV como árbitro de las competencias. Su aventura en televisión duró un par de años, pero el carisma que mostró fue suficiente para meterse en el corazón de los televidentes.
Desde el 2023 se desempeña como Gerente de Deportes de la Municipalidad de Ventanilla.